# Juan Antonio Padrón Albornoz
Juan Antonio Padrón Albornoz (Santa Cruz de Tenerife, Tenerife, Canarias, 14 de octubre de 1928 - ibíd. 23 de diciembre de 1992) fue un periodista español.

## Formación
A pesar de querer ser marino desde su infancia, por diversas circunstancias, no pudo ver cumplido su anhelo. Sus primeros años transcurrieron en el barrio santacrucero de El Toscal desde donde solía contemplar con la ayuda de unos prismáticos, el ir y venir de numerosos barcos. De este modo se despertó en él una profunda vocación por diferentes temas marítimos que marcaría en gran medida su vida personal y profesional.
Sus primeros estudios los cursó en la ciudad Santa Cruz para posteriormente ingresar en la carrera de derecho en la Universidad de La Laguna. No obstante, se vio obligado a abandonar estos estudios y comenzar a trabajar debido a la muerte de su padre. Mientras trabajaba pudo finalizar los estudios de Magisterio e impartió clases en el colegio Cervantes del barrio de La Salud. Años más tarde se tituló en la Escuela Oficial de Periodismo de La Laguna y fue profesor de dicha Escuela.

## Vida profesional
Sus incipientes pasos como periodista los dio a través de colaboraciones en el periódico La Tarde de Víctor Zurita, pero fue sin embargo, Ernesto Salcedo quien, en 1967, le brindaría la oportunidad de comenzar a trabajar en el diario tinerfeño El Día, empresa que no abandonaría hasta 1990 cuando se jubiló. En dicho periódico fue el responsable, junto con el también periodista Luis Ramos, de la sección diaria denominada El Puerto es lo primero.
En su quehacer entre las líneas de El Día desplegó todo su saber enciclopédico sobre el mar y los navíos, escribiendo innumerables artículos para los que hacía uso de su archivo personal basado en postales, fotografías, negativos, planos, índices del Lloyd’s de Londres y de otras casas aseguradoras de embarcaciones, completado, además, con publicaciones náuticas españolas y de otras nacionalidades e informaciones que recibía fruto de la amistad que guardaba con distintos corresponsales de España y Europa.
Trabajó también en Radio Nacional de España (RNE), para las emisiones de Radio Exterior, y en la Hoja del Lunes. Cuando dejó RNE, sus compañeros le rindieron un homenaje y le obsequiaron con una placa en la que se podía leer la leyenda: “Al noble y gigante hombre de la radio, prensa y mar, al almirante sin par, que un día nos dejó solos”.
En el Ayuntamiento de Santa Cruz de Tenerife entre 1972 y 1975 estuvo al frente de la Concejalía de Cultura durante el mandato de Ernesto Rumeu de Armas, desde su cargo de concejal se ocupó en dar nombres marineros a algunas calles de la capital, entre ellas, Comodoro Rolin, Fragata Danmark, La Moutine, etc.

## Reconocimientos
Su trayectoria periodística se vio ampliamente recompensada con múltiples premios. El primero de ellos le llegó en 1964. Fue el Premio Leoncio Oramas, el cual le fue concedido por su investigación sobre los barcos que componían la flota atacante del Almirante Horacio Nelson, durante su malogrado intento de invasión a Santa Cruz de Tenerife el 24 y 25 de julio de 1797. 
Sus obras sobre temas náuticos le valieron otros galardones. En 1968, 1971 y 1974 recogió los premios nacionales Virgen del Carmen, a los que se sumaron el premio Elcano de Periodismo, en reconocimiento a su contribución al conocimiento de la historia naval de España y el premio Rumeu de Armas de Investigación Histórica en su edición de 1974.
Ya en el año 1975 se le condecoró con la Cruz al Mérito Naval de Primera Clase con Distintivo Blanco a petición de la Comandancia de Marina de Santa Cruz de Tenerife. Finalmente, en 1982 se le concedió la Medalla de Oro de la Ciudad.
Cabe destacar que la Junta del Puerto de Santa Cruz de Tenerife reconoció su labor y su dedicación al conocimiento del Puerto con una placa distintiva, fabricada en bronce, que se encuentra ubicada en el edificio Puerto-Ciudad del Muelle de Ribera.

## Obra
A Padrón Albornoz se le debe el libro “El puerto de Santa Cruz a través de su Historia” que escribió con la colaboración del periodista Manuel Perdomo Alfonso. Además, se editó a título póstumo, “Santa Cruz a la sombra de Anaga”, una recopilación de los mejores artículos periodísticos trazados con la pluma de este autor. Cuando falleció en 1992 trabajaba en otra obra más acerca de Santa Cruz, su puerto y sus barcos.

## Biblioteca
El legado de Juan Antonio Padrón Albornoz se custodia en la Biblioteca de la Sección de Náutica, Máquinas y Radioelectrónica Naval de la Escuela Politécnica Superior de Ingeniería de la Universidad de La Laguna. El catálogo lo constituye una colección de 23 títulos de publicaciones periódicas de temática marítima y 355 monografías. A su vez, está comprendido por varias obras manuscritas entre las que es de subrayar un diario de navegación de Bartolomé Mead, registros manuscritos de los buques que llegaban diariamente al Puerto de Santa Cruz de Tenerife entre 1848 y 1958, elaborados por la Compañía Hamilton y una colección de 48 albaranes.
La sección de mayor relevancia de esta biblioteca es la colección fotográfica conformada por casi 2.000 fotografías, su gran mayoría en blanco y negro, donde pueden contemplarse las diferentes características de los barcos que navegaron durante el final del siglo XIX y durante toda la centuria siguiente. Del mismo modo, se expone parte de los negativos de imágenes de buques. La colección se remata con más de medio millar de postales, en color y blanco y negro, que guardan relación con el tráfico marítimo.